# هرمان برنسون
 هرمان برنسون (انگلیسی: Herman Branson؛ زاده ۱۴ اوت ۱۹۱۴ درگذشته ۷ ژوئن ۱۹۹۵) یک فیزیک‌دان بود.